# Mehatpur Basdehra
Mehatpur Basdehra es un pueblo y nagar Panchayat situado en el distrito de Una,  en el estado de Himachal Pradesh (India). Su población es de 9218 habitantes (2011). 

## Demografía
Según el censo de 2011 la población de Mehatpur Basdehra era de 9218 habitantes, de los cuales 4942 eran hombres y 4276 eran mujeres. Mehatpur Basdehra tiene una tasa media de alfabetización del 85,46%, superior a la media estatal del 82,80%: la alfabetización masculina es del 88,85%, y la alfabetización femenina del 81,55%.